# Minimalkostenkombination
Unter einer Minimalkostenkombination (englisch lowest-cost combination oder least-cost combination) versteht man in Produktionstheorie bzw. Mikroökonomie eine optimale Kombination zweier Produktionsfaktoren. Das Problem diese Kombination zu bestimmen wird auch kostenminimierende Inputwahl genannt.
Bei einer Minimalkostenkombination kann gemäß dem Wirtschaftlichkeitsprinzip entweder eine gegebene Menge zu minimalen Kosten hergestellt oder bei gegebenem Kostenbudget die hergestellte Menge maximiert werden. Eine Minimalkostenkombination ist damit die Umsetzung des ökonomischen Prinzips im Produktionsbereich einer Unternehmung: ein gegebenes Ziel mit geringstem Aufwand realisieren (Minimumversion) oder mit gegebenem Aufwand möglichst viel zu erreichen (Maximumversion).
Zur Vereinfachung werden oft nur zwei Inputfaktoren betrachtet, etwa Arbeit und Kapital. Eine entsprechende Frage könnte lauten: Wie viel Arbeit und Kapital sind jeweils einzusetzen, um einen bestimmten Output zu minimalen Kosten zu erzielen?

## Substitutionale Produktionsfunktion

Tangentialpunkt von Isokostengerade und Isoquante bestimmen die Minimalkostenkombination.

Substitutionalität erlaubt es, einen bestimmten Output durch verschiedene effiziente Kombinationen von Produktionsfaktoren zu erstellen. Dies wird im Allgemeinen angenommen, da viele Faktoren in gewissem Maße substituierbar sind. Die Form oder Existenz der Minimalkostenkombinationen hängt also stark von der Form der zugrundeliegenden Produktionsfunktion ab. Zur Vereinfachung wird weiter angenommen, dass die Ertragsisoquante konvex sei. Wäre diese linear oder konkav, wäre die optimale Kombination eine Randlösung.
In diesem Fall liegt eine Minimalkostenkombination vor (notwendige Bedingung), wenn sich die Grenzproduktivitäten je zweier Faktoren zueinander verhalten wie deren Preise. Die sogenannte Grenzrate der technischen Substitution entspricht also dem Verhältnis der Faktorpreise:
{\displaystyle {\frac {\partial f/\partial r_{i}}{\partial f/\partial r_{j}}}={\frac {p_{i}}{p_{j}}}}  für alle {\displaystyle i,j}.

### Zahlenbeispiel
Ein Produkt wird unter dem Einsatz von zwei Inputfaktoren {\displaystyle r_{1}}und {\displaystyle r_{2}} gemäß der Produktionsfunktion {\displaystyle f(r_{1},r_{2})={\sqrt {r_{1}}}{\sqrt {r_{2}}}} (Typ: Cobb-Douglas-Funktion) hergestellt. Die Preise der Inputfaktoren betragen {\displaystyle p_{1}=1} und {\displaystyle p_{2}=3}. Die partiellen Ableitungen der Produktionsfunktion sind {\displaystyle {\tfrac {\partial f}{\partial r_{i}}}={\tfrac {1}{2{\sqrt {r_{i}}}}}{\sqrt {r_{j}}}}. Damit liest sich die Optimalitätsbedingung als
{\displaystyle {\frac {{\frac {1}{2{\sqrt {r_{1}}}}}{\sqrt {r_{2}}}}{{\frac {1}{2{\sqrt {r_{2}}}}}{\sqrt {r_{1}}}}}={\frac {1}{3}}}.
Hieraus erhält man nach elementaren Umformungsschritten {\displaystyle 3r_{2}=r_{1}}. Im Optimum werden also stets dreimal so viele Mengeneinheiten von {\displaystyle r_{1}}wie von {\displaystyle r_{2}} im Produktionsprozess eingesetzt.
Für eine bestimmte Budgetrestriktion (Isokostengerade, Gesamtkosten betragen bspw. 182) können nun die optimalen Mengen von {\displaystyle r_{1}^{*}} und {\displaystyle r_{2}^{*}} berechnet werden:
{\displaystyle {\begin{aligned}182=r_{1}+3r_{2}&\Rightarrow 182=r_{1}+3\left({\frac {1}{3}}r_{1}\right)=2r_{1}\Rightarrow r_{1}^{*}=91\\&\Rightarrow 182=(3r_{2})+3r_{2}=6r_{2}\Rightarrow r_{2}^{*}={\frac {91}{3}}\end{aligned}}}

## Limitationale Produktionsfunktion

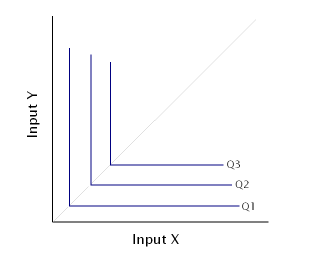
Verschiedene Isoquanten für den Fall einer limitationalen Produktionsfunktion.

Im Falle einer limitationalen Funktion können alle Outputmengen jeweils nur mit einer einzigen Faktorkombination realisiert werden. Diese ist dann auch die Minimalkostenkombination. Da die Isoquante hier lediglich aus einem Punkt besteht, ist die Frage der Bestimmung einer Minimalkostenkombination eigentlich nicht vorhanden, da es nur diese eine effiziente Produktion gibt. In diesem Fall, wäre die Kombination durch die technischen Produktionsbedingungen determiniert. Nur effiziente Kombinationsprozesse können auch kostenminimal sein.
Stehen zwei oder mehr limitationale Funktionen zur Wahl, die alle das gleiche Ergebnis liefern, so können sie kombiniert und substituiert werden. Stehen beispielsweise die beiden linear-limitationalen Funktionen {\displaystyle x_{1}=2r_{1}+5r_{2}} und {\displaystyle x_{1}=5r_{1}+2r_{2}} zur Verfügung so ist es möglich mit jeder der beiden Prozesse je ein Produkt herzustellen, was einer Faktorsubstitution faktisch gleichkommt.

## Expansionspfad

Isokosten-Isoquanten-Diagramm mit vier Minimalkostenkombinationen. Eine Verbindungslinie zwischen diesen Punkten stellt den Expansionspfad dar.

Im Isoquantendiagramm ist eine Minimalkostenkombination als Tangentialpunkt von Isoquante und Isokostengerade zu erkennen. Die Verbindungslinie der Minimalkostenkombinationen für unterschiedliche Produktionsniveaus heißt Expansionspfad. Analytisch erhält man den Expansionspfad, indem man die Minimalkostenkombination für alternative Mengen bestimmt.